# سيسيلي تومسن
سيسيلي تومسن (بالدنماركية: Cecilie Thomsen)‏ هي عارضة وممثلة دانمركية، ولدت في 29 أكتوبر 1974 في الدنمارك.

## أعمال

### أفلام
- (1997) الغد لا يموت[4][5][6]

## وصلات خارجية
- سيسيلي تومسن على موقع IMDb (الإنجليزية)
- سيسيلي تومسن على موقع ألو سيني (الفرنسية)
- سيسيلي تومسن على موقع أول موفي (الإنجليزية)
- سيسيلي تومسن على موقع قاعدة بيانات الفيلم (الإنجليزية)
- سيسيلي تومسن على موقع كينوبويسك (الروسية)
- سيسيلي تومسن على موقع دليل عارضات الأزياء (الإنجليزية)